# Christian Cullen
Christian Mathias Cullen (* 12. Februar 1976 in Paraparaumu, Neuseeland) ist ein ehemaliger neuseeländischer Rugby-Union-Spieler. Er gilt als der beste Laufspieler seiner Generation.

## Karriere
Beim Hong Kong Sevens Siebener-Rugby-Turnier 1996 legte der junge Christian Cullen die Rekordzahl von 18 Versuchen, darunter sieben in einem Spiel; im gleich Jahr gelang ihm der Durchbruch im Fünfzehnerrugby in der ersten Super-12-Saison, in der er für die Wellington Hurricanes spielte. Er legte die meisten Versuche der Mannschaft in dieser Saison und wurde so in die Nationalmannschaft berufen, obwohl viele Kritiker ihn für zu jung hielten. Durch seine unberechenbare Laufstärke und Schnelligkeit rechtfertigte er seine Berufung und wegen seiner attraktiven Spielweise war er bei den Zuschauern sehr beliebt.
Die Rugbyweltmeisterschaft 1999 endete für die All Blacks mit dem vierten Platz erfolglos und Christian Cullen musste er auf der für ihn ungewohnten Position des Zweiten Innendreiviertels spielen, bevor er nach dem Ausscheiden wieder seine angestammte Schlussposition übernahm.
Langwierige Knieprobleme machten 2002 eine Operation notwendig. Gegen Ende der Saison kehrte Cullen auf das Feld zurück, zeigte jedoch nicht mehr dieselben Leistungen wie zu seinen Glanzzeiten, da er an Schnelligkeit verloren hatte. Bis 2003 spielte er weiter für die Nationalmannschaft, wurde aber trotz ansteigender Formkurve nicht in den Kader für die Weltmeisterschaft 2003 in Australien berufen. Das Finale der NPC (National Provincial Championship) im gleichen Jahr war sein letztes Spiel für Wellington und obwohl der Gegner Auckland das Spiel gewann, wurde er vom gesamten Publikum gefeiert.
Nach diesem Spiel wechselte er nach Irland, um für die Mannschaft Munster Rugby zu spielen. Eine Schulterverletzung kostete ihn beinahe die gesamte erste Saison. Weitere Verletzungen an Achillessehne, Wade und Knöchel verhinderten, dass er längere Zeit am Stück spielte, doch obwohl ihm Angebote aus Neuseeland und Frankreich vorlagen, verlängerte Cullen seinen Vertrag im Juli 2006 um ein Jahr. Im April 2007 bestritt er sein letztes Spiel für Munster und zog nach seinem Karriereende zurück nach Neuseeland.

## Rekorde
Christian Cullen hält immer noch den Rekord für die meisten Versuche im Tri-Nations-Turnier (16). Er war auch der erste Spieler, der in einer Saison in jedem Tri-Nations-Spiel einen Versuch legte, im Jahr 2000. Während seiner Zeit in Neuseeland legte er 150 Versuche in der NPC und Super 12, wo er immer noch mit 56 Versuchen den zweiten Platz hinter Joe Roff hält.

## Biographie
Im Oktober 2003 erschien die Biographie Christian Cullen: Life on the Run von John Matheson; Cullens Kritik an dem damaligen Nationaltrainer John Mitchell löste ein größeres Echo in den Medien aus.

## Einzelbelege
1. ↑  Scrum.com: Cullen to stay at Munster, 26. Juli 2006 (englisch)
2. ↑  BBC: Cullen decides to end his career